# William Lincoln Bakewell
Pour les articles homonymes, voir Bakewell.
William Lincoln Bakewell est un marin américain, notamment membre de l'expédition Endurance d'Ernest Shackleton en Antarctique dont il est le seul membre de nationalité américaine.
Son histoire fait l'objet d'une biographie, The American on the Endurance (2004).